# Ágioi Anárgyroi (ort i Grekland, Epirus)
Ágioi Anárgyroi är en ort i Grekland.   Den ligger i prefekturen Nomós Ártas och regionen Epirus, i den centrala delen av landet, 260 km nordväst om huvudstaden Aten. Ágioi Anárgyroi ligger 36 meter över havet och antalet invånare är 730.
Terrängen runt Ágioi Anárgyroi är kuperad åt nordost, men åt sydväst är den platt. Runt Ágioi Anárgyroi är det ganska tätbefolkat, med 67 invånare per kvadratkilometer. Närmaste större samhälle är Arta, 4,2 km nordväst om Ágioi Anárgyroi. Omgivningarna runt Ágioi Anárgyroi är en mosaik av jordbruksmark och naturlig växtlighet.